# Korsets ord
 Der er for få eller ingen kildehenvisninger i denne artikel, hvilket er et problem. Du kan hjælpe ved at angive troværdige kilder til de påstande, som fremføres i artiklen.

Korsets ord er et udtryk som forekommer flere steder i salmebogen.
Ordbog over det danske sprog oplyser at det skal betyde "Jesu ord paa korset".
Men udtrykket stammer fra de tidligere bibeloversættelser, hvor apostelen Paulus skriver:
"Thi Korsets Ord er vel for dem, som fortabes, en Daarskab, men for dem, som frelses, for os er det en Guds Kraft" (1Kor.1,18).
Imidlertid er der intet, der tyder på, at Paulus har kendt nogen tradition om Jesu ord på korset. Der er faktisk tale om en ængsteligt ordret oversættelse af Paulus' græsk (logos stauroi). Den nye oversættelse lyder da også:
"For vel er ordet om korset en dårskab for dem, der fortabes, men for os, der frelses, er det Guds kraft".
Meningen er altså en helt anden: Paulus taler ikke om Jesu ord på korset, men om forkyndelsen af korset, eller forkyndelsen af Jesu korsdød.